# Taranakia lambi
Taranakia lambi är en spindeldjursart som beskrevs av Ronald Vernon Southcott 1988. Taranakia lambi ingår i släktet Taranakia och familjen Erythraeidae. Inga underarter finns listade i Catalogue of Life.